# Blake Schilb
Blake Isaac Schilb (* 23. Dezember 1983 in Rantoul, Illinois) ist ein US-amerikanisch-tschechischer Basketballspieler.

## Werdegang
Der gebürtig aus Rantoul im US-Bundesstaat Illinois stammende Schilb war als Jugendlicher Mitglied der Schulmannschaft der Rantoul Township High School, 2002/03 trug er die Farben der Brewster Academy in Wolfeboro (Bundesstaat New Hampshire). Von 2003 bis 2007 spielte und studierte er an der Loyola University Chicago. Dem Vielseitigkeit auszeichnenden Flügelspieler gelangen für die Hochschulmannschaft je Einsatz im Schnitt 15,9 Punkte, 5,1 Rebounds sowie 3,6 Korbvorlagen.
Seine Laufbahn als Berufsbasketballspieler begann 2007 beim tschechischen Erstligisten CEZ Nymburk. Er spielte bis 2009 für die Mannschaft, wurde in seinen beiden Spieljahren in Tschechien jeweils unter der Leitung von Trainer Muli Katzurin Meister und Pokalsieger. Der zwei Meter große Flügelspieler errang auch mit dem französischen Erstligisten Élan Chalon, bei dem er von 2009 bis 2013 unter Vertrag stand, mehrere Titel: französischer Pokalsieger 2011 und 2012 sowie französischer Meister 2012. Im Europokalwettbewerb Eurochallenge stand Schilb mit Élan Chalon in der Saison 2011/12 im Endspiel, dieses wurde gegen Besiktas Istanbul verloren. Seinen besten Punktwert in der französischen Ligue Nationale de Basket erreichte er in der Saison 2011/12 mit 16,4 je Begegnung. In der Saison 2011/12 wurde er als bester ausländischer Spieler der französischen Liga sowie als bester Spieler der Finalserie ausgezeichnet.
Zum Spieljahr 2013/14 wechselte Schilb zu Roter Stern Belgrad nach Serbien. Im Januar 2014 kam es zur Trennung, im selben Monat unterschrieb er einen Vertrag beim französischen Erstligisten Paris-Levallois. In der Sommerpause 2015 wechselte Schilb zu Galatasaray Istanbul in die Türkei. 2016 gewann er mit der Mannschaft den europäischen Vereinswettbewerb Eurocup. Nach seinem zweiten Spieljahr bei Galatasaray schloss sich Schilb 2017 dem spanischen Erstligisten Real Betis an.
Von 2018 bis 2020 spielte er erneut in Frankreich, diesmal bei Champagne Châlons Reims Basket. Anschließend ging er in die Vereinigten Staaten zurück und war dort beruflich außerhalb des Basketballsports tätig. Im April 2021 wurde er vom tschechischen Erstligisten USK Prag verpflichtet, um sich beim Hauptstadtklub Spielpraxis vor den Olympischen Sommerspielen in Tokio zu verschaffen.
Im Sommer 2024 kehrte Schilb nach rund drei Jahren zu USK Prag zurück, um dort als Spieler und Co-Trainer tätig zu werden.

### Nationalmannschaft
Schilb, der im August 2015 tschechischer Staatsbürger wurde, nahm mit Tschechiens Nationalmannschaft im September 2015 an der Europameisterschaft teil, erzielte im Turnierverlauf 10 Punkte je Begegnung. Bei der Weltmeisterschaft 2019 kam er auf 7,3 Punkte je Begegnung. Schilb war bei den 2021 ausgetragenen Olympischen Sommerspielen 2020 in drei Partien im Einsatz (10,3 Punkte/Spiel).